# Salvador (Arcos de Valdevez)
Salvador foi uma freguesia portuguesa do Município de Arcos de Valdevez que tinha 0,62 km² de área e 1 079 habitantes (2011), e, por isso, uma densidade populacional de 1 740,3 hab/km².
Foi extinta em 2013, no âmbito de uma reforma administrativa nacional, tendo sido agregada às freguesias de Vila Fonche e Parada, para formar uma nova freguesia denominada União das Freguesias de Arcos de Valdevez (Salvador), Vila Fonche e Parada da qual é sede.

## População
| População da freguesia de Arcos de Valdevez (Salvador) | População da freguesia de Arcos de Valdevez (Salvador) | População da freguesia de Arcos de Valdevez (Salvador) | População da freguesia de Arcos de Valdevez (Salvador) | População da freguesia de Arcos de Valdevez (Salvador) | População da freguesia de Arcos de Valdevez (Salvador) | População da freguesia de Arcos de Valdevez (Salvador) | População da freguesia de Arcos de Valdevez (Salvador) | População da freguesia de Arcos de Valdevez (Salvador) | População da freguesia de Arcos de Valdevez (Salvador) | População da freguesia de Arcos de Valdevez (Salvador) | População da freguesia de Arcos de Valdevez (Salvador) | População da freguesia de Arcos de Valdevez (Salvador) | População da freguesia de Arcos de Valdevez (Salvador) | População da freguesia de Arcos de Valdevez (Salvador) |
| ------------------------------------------------------ | ------------------------------------------------------ | ------------------------------------------------------ | ------------------------------------------------------ | ------------------------------------------------------ | ------------------------------------------------------ | ------------------------------------------------------ | ------------------------------------------------------ | ------------------------------------------------------ | ------------------------------------------------------ | ------------------------------------------------------ | ------------------------------------------------------ | ------------------------------------------------------ | ------------------------------------------------------ | ------------------------------------------------------ |
| 1864                                                   | 1878                                                   | 1890                                                   | 1900                                                   | 1911                                                   | 1920                                                   | 1930                                                   | 1940                                                   | 1950                                                   | 1960                                                   | 1970                                                   | 1981                                                   | 1991                                                   | 2001                                                   | 2011                                                   |
| 1010                                                   | 1168                                                   | 1185                                                   | 1258                                                   | 1335                                                   | 1240                                                   | 1360                                                   | 1409                                                   | 1321                                                   | 1227                                                   | 1127                                                   | 1183                                                   | 1022                                                   | 1090                                                   | 1079                                                   |

| Ano  | 0-14 Anos | 15-24 Anos | 25-64 Anos | > 65 Anos |
| 2001 | 148       | 167        | 587        | 188       |
| 2011 | 146       | 139        | 577        | 217       |

## Património
- Pelourinho de Arcos de Valdevez
- Edifício em Arcos de Valdevez
- Casa onde nasceu o Dr. Francisco Teixeira
- Capela de Nossa Senhora da Conceição (Arcos de Valdevez) ou Capela da Praça
- Igreja do Espírito Santo (Arcos de Valdevez) (Jardim dos Centenários)